# عوض حاج علي
بروفيسور عوض حاج علي أحمد أستاذ علوم الكمبيوتر ينتمي لقبيلة الرباطاب (من مواليد يناير 1954 في بورتسودان ، السودان ). عمل رئيسا لجامعة النيلين لفترة عشر سنوات.  وأيضا مديرا سابقا للجهاز المركزي للإحصاء السوداني ومشرف التعداد السكاني الخامس لعام 2008. 

## التعليم
تلقى البروفيسورعوض حاج علي تعليمه العام بمدينة بورتسودان. في عام 1975 حصل على بكالوريوس العلوم (مع مرتبة الشرف) في العلوم الرياضية (كلية العلوم الرياضية، جامعة الخرطوم، السودان ). في عام 1977 حصل على دبلوم الدراسات العليا في الإحصاء باستخدام طرق الكمبيوتر (معهد الرياضيات بجامعة كنت في كانتربري ، إنجلترا ).
واصل دراساته العليا والتحق بمعمل الحاسوب بجامعة نيو كاسل أبون - تاين ( إنجلترا )، حيث حصل في عام 1978 على درجة الماجستير في الحوسبة العددية. أكمل دراسته العليا بنفس الجامعة ونال درجة الدكتوراة في علوم الحاسوب في عام 1981.
في العام 1984 حصل على الدبلوم المهني في نظم المعلومات المحوسبة (مركز تورينو المهني، إيطاليا ).

## المجال الأكاديمي
المجال الأكاديمي الرئيس للبروفيسور عوض حاج علي هو علوم الكمبيوتر ومجالاته الفرعية هي الرياضيات والإحصاء وله مجموعة من الكتب في مختلف جوانب هذه المجالات ومعظم أبحاثه تدور حول علوم الكمبيوتر وتطبيقاته.

## السيرة المهنية الأكاديمية
بدأ عوض مسيرته الأكاديمية عام 1976 عندما عينته جامعة الخرطوم مساعد تدريس في مركز الكمبيوتر وكلية العلوم الرياضية. تمت ترقيته إلى محاضر في علوم الكمبيوتر عام 1978، وهو المنصب الذي احتفظ به حتى عام 1981 عندما تمت ترقيته إلى أستاذ مساعد وشغل هذا المنصب حتى عام 1990 عندما تمت ترقيته إلى أستاذ مشارك في علوم الحاسوب بجامعة الخرطوم. في عام 1994 تمت ترقيته إلى أستاذ علوم الحاسوب من جامعة الشرق ( السودان ).

## الوظائف القيادية
| (1982-1986)  | مدير مركز الحاسوب                                                               |
| (1982-1986)  | جامعة الخرطوم                                                                   |
| (1982-1986)  | رئيس قسم علوم الحاسوب                                                           |
| (1982-1986)  | كلية العلوم الرياضية جامعة الخرطوم                                              |
| (1986-1990)  | مدير النظم التطبيقية والتدريب                                                   |
| (1986-1990)  | مركز الحاسب والمعلومات، جامعة أم القرى ، مكة المكرمة ، المملكة العربية السعودية |
| (1990-1994)  | نائب رئيس الجامعة                                                               |
| (1990-1994)  | جامعة الشرق - السودان                                                           |
| (1994-1997)  | نائب رئيس الجامعة                                                               |
| (1994-1997)  | جامعة النيلين - السودان                                                         |
| (1997-2005)  | رئيس الجامعة                                                                    |
| (1997-2005)  | جامعة النيلين - السودان                                                         |
| (2005-2008)  | المدير العام                                                                    |
| (2005-2008)  | الجهاز المركزي للإحصاء - السودان                                                |
| (2008-2010)  | رئيس الجامعة جامعة النيلين - السودان                                            |
| (2014- الان) | كلية نبتة - السودان                                                             |

## عضوية اللجان والمجالس الأكاديمية
| 1. عضو مجلس أساتذة جامعة الخرطوم 1982-1986. 2. عضو اللجنة الاستشارية الأكاديمية لمجلس الأساتذة بجامعة الخرطوم 1982-1986. 3. سكرتير مجلس مركز الكمبيوتربجامعة الخرطوم 1982-1986. 4. عضو مجلس كلية الدراسات العليا بجامعة الخرطوم 1982-1986. 5. عضو مجلس كلية العلوم الرياضية ولجانها المختلفة بجامعة الخرطوم 1982-1986. 6. عضو مجلس معهد الدراسات البيئية بجامعة الخرطوم 1982-1986. 7. عضو اللجان التي قامت بمراجعة الهيكل الدراسي لكلية العلوم الرياضية بجامعة الخرطوم 1982. 8. عضو لجنة تصميم مقررات الدراسات العليا بكلية العلوم الرياضية جامعة الخرطوم 1983. 9. رئيس اللجنة التي صممت دورات الدبلوم المهني في كلية العلوم الرياضية جامعة الخرطوم 1983. 10. عضو لجنة تصميم برنامج الماجستير في معهد دراسات البيئة جامعة الخرطوم 1983. 11. رئيس لجنة تقييم ومقارنة الشهادات الثانوية الأجنبية بشهادات الثانوية السودانية 1985. 12. رئيس اللجنة الفنية التي أعادت تصميم النموذج الإحصائي للشهادة الثانوية السودانية 1994. 13. رئيس لجنة تصميم الهيكل الدراسي لقسم هندسة الحاسوب بجامعة الجزيرة 1995. 14. رئيس اللجنة التي قامت بتصميم الهيكلية الدراسية لقسم هندسة الحاسوب بجامعة كرري 1995. 15. عضو مجلس امتحانات السودان بوزارة التربية والتعليم 1994 - 2020. 16. رئيس اللجنة الفنية والاستشارية للشهادة الثانوية السودانية 1994-2020. 17. مستشار مجلس القبول بالتعليم العالي 1995-2020 . 18. عضو اللجنة الاستشارية للتعليم العالي في علوم الكمبيوتر وتكنولوجيا المعلومات 1997-2020. 19. ممتحن خارجي ومعتمد لبرامج علوم الكمبيوتر وتكنولوجيا المعلومات في العديد من الجامعات المحلية والأجنبية. 20. رئيس الفريق الفني الذي صمم نظام القبول الإلكتروني للتعليم العالي 2014. |

## العضوية الأكاديمية الأقليمية والدولية
1. عضو مجلس اتحاد الإحصائيين العرب. (2007-الآن)
2. عضو مجلس الأكاديمية العربية لنظم المعلومات الإدارية.
3. عضو هيئة تحرير مجلة اتحاد الإحصائيين العرب.
4. عضو هيئة تحرير المجلة العربية الدولية لتكنولوجيا المعلومات (IAJIT) ، جامعة الزرقاء الخاصة، الأردن.

## الاستشارات والزمالات والمنح

### الاستشارات المهنية
1. استشاري ومشرف على أنظمة الحوسبة في العديد من المنظمات (1982-2020) منها هيئة الموانئ البحرية، وخطوط السودان، والسكك الحديدية السودانية، والجمارك السودانية، والمستلزمات الطبية، والمناطق الحرة بالسودان، وبنك السودان، والجيش، ومركز المعلومات، ووزارة مجلس الوزراء. وزارة الشؤون الاتحادية.
2. تحليل وتصميم وبرمجة العديد من الأنظمة المحوسبة (1982-2020) تشمل الإجراءات الجمركية، وأنظمة التقاعد، والأنظمة المصرفية، وأنظمة التأمين، وأنظمة إدارة الموانئ البحرية، وأنظمة مبيعات الأسواق الحرة والمناطق الحرة، وأنظمة السكك الحديدية، وخدمات الحجاج، والنظام وتسجيل الطلاب. وأنظمة الامتحانات.
3. المشرف على شركة مركز النيل (دار البرمجيات) (2010-2020) ، أكبر شركة برمجيات في السودان والتي صممت ونفذت معظم المشاريع الكبرى في السودان، مثل: نظام الدفع للحكومة الإلكترونية، نظام أمن القبول الإلكتروني، أنظمة تخطيط موارد المؤسسات (ERP). وزارة الكهرباء والمياه، وأقسام إدارة نظم تخطيط موارد المؤسسات لإدارات السلطة الأمنية
4. مستشار بوزارة الاتصالات وتقنية المعلومات (2010-2020).
5. حوسبة الجهاز المركزي للإحصاء والتعداد السكاني الخامس، السودان (2005-2008).

### الزمالات والمنح
1. منحة المجلس البريطاني لمدة ستة أسابيع لزيارة مختبر الكمبيوتر في جامعة نيوكاسل لمدة ستة أسابيع.
2. منحة مؤسسة فورد لزيارة جامعة ستانفورد لمدة ستة أسابيع للمشاركة في ورشة عمل في الحاسبات الدقيقة والتطوير 1983.
3. منحة المجلس البريطاني لزيارة مدتها ستة أسابيع لإجراء بحث في معهد البيئة الأرضية في النمذجة البيئية، 1984.
4. منحة المجلس البريطاني لزيارة ستة أسابيع لإجراء بحث في جامعة ليفربور، 1984.
5. منحة دانيدا عن ورشة عمل لمدة عشرة أسابيع في نظم المعلومات المحوسبة في مركز تورينو 1985.
6. زميل في أكاديمية العالم الثالث للعلوم، 1994-2000 ، زيارتان لمدة ثمانية أسابيع إلى معهد الرياضيات والتطبيقات، ريو دي جانيرو، البرازيل.
7. زميل مشارك في مركز عبد السلام الدولي للفيزياء، تريستا، إيطاليا، 1994-2004 ، (ثلاثة أسابيع ثمانية زيارات إلى ترييستي).

## المنشورات

### الكتب التدريسية المنشورة (التعريب)
1. عوض حاج علي والسماني عبد المطلب، الحساب العددي، مطبعة جامعة النيلين.
2. عوض حاج علي والسماني عبد المطلب، نظام التشغيل، مطبعة جامعة النيلين.
3. عوض حاج علي والسماني عبد المطلب، هيكل البيانات، مطبعة جامعة النيلين.
4. عوض حاج علي والسماني عبد المطلب، البرمجة الشيئية مع c + + ، مطبعة جامعة النيلين.
5. عوض حاج علي، مقدمة في أنظمة الحاسب والبرمجة الأساسية، مطبعة جامعة النيلين.
6. عوض حاج علي، مقدمة في تقنيات المحاكاة الحاسوبية، مطبعة جامعة النيلين.
7. عوض حاج علي، مقدمة في بناء نظم المعلومات المحوسبة، مطبعة جامعة النيلين.
8. عوض حاج علي، مقدمة في نظم المعلومات الإدارية وبرمجة COBOL ، مطبعة جامعة النيلين.
9. عوض حاج علي، مقدمة في علوم الكمبيوتر، السنة الأولى الثانوية، وزارة التربية والتعليم السودان 2000.
10. عوض حاج علي، مقدمة في علوم الكمبيوتر السنة الثانية الثانوية، وزارة التربية والتعليم السودان 2000.
11. عوض حاج علي، مقدمة في علوم الحاسب، السنة الثالثة الثانوية، وزارة التربية والتعليم، السودان 2002.
12. عوض حاج علي وعبد الأمير حسين خلف، مقدمة في أمن التشفير، مركز الدراسات الإستراتيجية 2002.
13. عوض حاج علي وعبد الأمير حسين خلف، خوارزميات التشفير، مركز الدراسات الإستراتيجية 2002.
14. عوض حاج علي وعبد الأمير حسين خلف، التوقيعات الرقمية والمصادقة، مركز الدراسات الإستراتيجية 2002.
15. عوض حاج علي وعبد الأمير حسين خلف، التشفير في قواعد البيانات والشبكات، مركز الدراسات الإستراتيجية 2002.

### إعادة نشر
1. عوض حاج علي ور.ن. موهان، حول صيغة عامة ذات فائدة للمصفوفات التوافقية، معهد الرياضيات البحتة والتطبيقية. ريو دي جانيرو، البرازيل 1997.
2. عوض حاج علي ور.ن. موهان، بناء على الرسوم البيانية للمصفوفات التوافقية. مقدم إلى معهد الرياضيات البحتة والتطبيقية. ريو دي جانيرو، البرازيل 1997.

### كتب البحوث المنشورة
1. عوض حاج علي، دراسة إحصائية لتقدير الزكاة في السودان، مركز الدراسات الإستراتيجية، السودان.
2. تطور تكنولوجيا الحاسبات في السودان وطريقة الوصول إلى الحكومة الإلكترونية. جامعة النيلين، الخرطوم 2001.

### بعض الأوراق العلمية المنشورة

#### (أ) (بالإنجليزية)[3][4][5][6][7][8][9][10][11]
1. عوض حاج علي أحمد، Experiment on Rounding Errors in Polynomial Interpolation with Divided Differences Algorithm، مجلة جمعية الهندسة السودانية، العدد 26 ، السودان، يناير 1984.
2. عوض حاج علي أحمد ورايت، Further Asymptotic Properties of Collocation Matrix Norms، مجلة IMA للتحليل العددي بإنجلترا 1985، العدد 5:صفحة 235-246.
3. عوض حاج علي أحمد، علي والنعمة، The NGS versus the NRC Methods of Adjustment in Strip Triangulation، المجلة الأسترالية للجيوديسيا والتصوير والمسح، العدد 46 ، أستراليا، ديسمبر 1987 ، صفحة 139-157.
4. عوض حاج علي أحمد ورايت، Error Estimation for Collocation Solution of Linear Ordinary Differential Equations،المجلة الدولية للكمبيوتر والرياضيات مع التطبيقات، العدد 12 رقم 5/6 وطبع في شكل كتاب بمطبعة بيرغامون بعنوان Mathematics of Computer Approximation، جامعة لندن 1988.
5. عوض حاج علي أحمد، The problem of Oil Distribution in Sudan، مجلة الجمعية الهندسية، العدد 29 السودان، ديسمبر 1988.
6. عوض حاج علي أحمد، طه وعمر، Study of the therapeutics of zar، منشور في كتاب بعنوان Clinical psychology in Africa، تحرير تشورل بيلتزر، دار نشر بيتر إيبيغبو، ألمانيا 1989.
7. عوض حاج علي أحمد،Asymptotic Properties of Collocation Projection Norms ، المجلة الدولية للكمبيوتر والرياضيات مع التطبيقات، العدد 19، موضوع رقم 4: صفحة 50-45، الولايات المتحدة الأمريكية 1990.
8. عوض حاج علي أحمد، رايت وسليمان،Mesh Selection in Collocation for Boundary Values Problems، مجلة IMA للتحليل العددي، ، العدد 11، موضوع رقم 1: صفحة 7-20 ، إنجلترا 1991.
9. عوض حاج علي أحمد، علي والنعمة، An Experiment of the Effect of Scale Variation in Strip Adjustment ، مجلة الجمعية الهندسية السودانية، العدد 32، السودان 1995.
10. عوض حاج علي أحمد، Computable error bounds for collocation methods، المجلة الدولية للرياضيات وعلوم الرياضيات، العدد.21، موضوع رقم 2: صفحة 379-375، 1998.
11. عوض حاج علي أحمد، تحسين تنفيذ الخوارزميات التكيفية في التجميع لمشاكل القيمة الحدودية ، إنتر. الابن الرياضيات الحاسوب. المجلد. 66 ، ص 267-275 ، إنجلترا ، 1998.
12. عوض حاج علي أحمد ور.ن. موهان، A Construction for Authentication / Secrecy Codes بناءً على نظرية المربعات اللاتينية ، Far East Jr. Appl. رياضيات. 2 (2) ، ص 163-168 ، 1998.
13. عوض حاج علي أحمد، تنفيذ ومقارنة خوارزمية براون مع المشتقات التحليلية لمشاكل القيمة الحدودية ، كثافة العمليات. الابن. من شركات. الرياضيات. ، 1999 ، المجلد. 72 ، رقم 2 ، ص 181187 ، إنجلترا.
14. عوض حاج علي أحمد، المتبقي والخطأ في طرق التجميع. في الابن من علوم الرياضيات والرياضيات. المجلد. 25، ع 12 مارس 2001، ص 801 - 816.
15. عوض حاج علي أحمد، ر.ن. موهان ور.بهانو.تيجا، في بعض أنظمة التشفير على M2 - المصفوفات ، في Varahmihir Journal of Mathematical Sciences ، المجلد. 1 عدد 2 يوليو - ديسمبر 2001 ، ص 125 - 134
16. عوض حاج علي أحمد، البناء من أجل المصادقة / السرية المثلى 1-كود على أساس نظرية المربعات اللاتينية ، في مجلة السودان للعلوم الأساسية ، السلسلة M. ، العلوم الرياضية ، العدد 2 ، السنة الثانية ، يناير 2002 ، ص 95-114.
17. عوض حاج علي أحمد، سامح خفاش ، عبد الفتاح يحيى، خصائص جديدة لـ ت. الأنظمة القابلة للتشخيص وتطبيقاتها في تشخيص الأنظمة في الابن من معهد الرياضيات وعلوم الكمبيوتر ، المجلد 13 ، رقم 2 ، ديسمبر 2002 ، ص 99.110.
18. عوض حاج علي أحمد، فحص المربعات اللاتينية المتعامدة بشكل متبادل في رموز المصادقة / السرية ، في مجلة الشرق الأقصى للرياضيات التطبيقية ، المجلد 10 ، العدد 12003 ، ص 41-48.
19. عوض حاج علي أحمد وآخرون ، الاستخدام المهني للحواسيب الشخصية في السودان ، مجلة السودان للعلوم الأساسية ، العلوم الرياضية ، العدد 4 ، معهد السودان للعلوم الطبيعية ، الخرطوم ، 2004.
20. عوض حاج علي أحمد وسعد عبد العزيز، نموذج قياس الاستثمار الناجم عن الإرث ، في مجلة معهد الرياضيات وعلوم الكمبيوتر ، علوم الحاسب الآلي ، الهند ، 2004.
21. عوض حاج علي أحمد، نموذج حقوق الإنسان للمؤشرات ، مجلة السودان والتكنولوجيا ، جامعة العلوم والتكنولوجيا ، السودان 2008 وعرضه في المؤتمر الدولي للإحصاء ، الأردن 2007.
22. عوض حاج علي أحمد ، دور مجتمع المعرفة في تعزيز الاقتصاد والسلام الشامل ، مجلة العلوم والتكنولوجيا العدد 1 ، جامعة العلوم والتكنولوجيا ، السودان 2008 وعرضها في المؤتمر الدولي لتكنولوجيا المعلومات والأمن السعودي العربي 2007.
23. عوض حاج علي أحمد وآخرون ، WEP and WPA Improvement Wireless Sensor Network، 2010,2,239-242، doi: 10.4236 / wsn.2010.23032 المنشورة على الإنترنت في مارس 2010 ( http://www.scrip.org/journal/wsn ).
24. ………………… .. والعديد من الأوراق المنشورة الأخرى.

#### ب. (باللغة العربية):[12][13][14][15][16][17][18]
1. عوض حاج علي أحمد، حالة تقنية الحاسب الآلي في السودان ، نشرة الدراسات السودانية ، العدد 7 جامعة الخرطوم ، السودان ، 1985.
2. عوض حاج علي أحمد، الحاسب الآلي وأولويات التطبيق في تنمية السودان ، نشرة الدراسات السودانية ، العدد (9) ، جامعة الخرطوم ، 1989.
3. عوض حاج علي أحمد، محاكاة حاسوبية لأنظمة دخول الحجاج في طريق جدة والمدينة ، مركز أبحاث الحج ، جامعة أم القرى ، مكة المكرمة - (سري) المملكة العربية السعودية ، 1989.
4. عوض حاج علي أحمد وعبد السلام ، التحليل الإحصائي لنشرة الانتخابات العامة السودانية للدراسات السودانية ، جامعة الخرطوم ، السودان ، 1990.
5. عوض حاج علي أحمد، محاكاة حاسوبية لنظم دخول الحجاج بمطار الملك عبد العزيز ، مركز أبحاث الحج ، جامعة أم القرى ، مكة المكرمة ، (سري) السعودية ، 1990.
6. عوض حاج علي أحمد، محاكاة حاسوبية لنظم دخول الحجاج بميناء جدة البحري ، مركز أبحاث الحج ، جامعة أم القرى ، مكة المكرمة (سري) المملكة العربية السعودية ، 1990.
7. عوض حاج علي أحمد، إدخال مفاهيم الحاسب الآلي في التعليم العام ، مجلة التربية ، كلية التربية ، جامعة الخرطوم ، السودان ، 1995.
8. عوض حاج علي أحمد، حالة تكنولوجيا الحاسبات وملاءمة الحاسبات الدقيقة في بيئة السودان ، نشرة دراسات أفريقيا ، 16 ، ص 69-74 ، 1997.
9. عوض حاج علي أحمد، مكانة التعريب في مجال الحاسب الآلي ، المجلة العلمية للنيل ، المجلد. 1 ، العدد 1 ، جامعة وادي النيل ، السودان ، ص 19-26 ، 1997.
10. عوض حاج علي أحمد، حالة هندسة البرمجيات في السودان ، نشرة أبحاث الحاسب ، المجلد. 2 ، رقم 2. جمعية مجالس البحوث العربية ، 1999.
11. عوض حاج علي أحمد ، تجربة حوسبة الإجراءات المصرفية ووجهات النظر المستقبلية في السودان ، نشرة الدراسات الاستراتيجية ، ص 37-46 ، مركز الدراسات الاستراتيجية ، السودان ، 1999.
12. عوض حاج علي أحمد ، التدريب والكفاءة في تنفيذ الحاسب الآلي في السودان ، نشرة الدراسات الأفريقية ، ص 75-80 ، 1999.
13. عوض حاج علي أحمد، تحليل وتصميم وإدارة الشبكة القومية للمعلومات في السودان ، نشرة الدراسات الإستراتيجية ، 17 ، ص 143-149 ، مركز الدراسات الإستراتيجية ، السودان ، 1999.
14. عوض حاج علي أحمد ، الإدارة الإستراتيجية لمشكلة عام 2000 وآثارها. مجلة أبحاث حوض النيل ، 1 ، 15 ، جامعة النيلين ، السودان ، 1999.
15. عوض حاج علي أحمد واحمد احمد. النظام المحوسب للتقييم الإحصائي لنتائج امتحانات الطلاب النموذجية. مجلة بحوث حوض النيل. المجلد. 2. 2000.
16. عوض حاج علي أحمد المقاييس ومعايير التقييم: دراسة حالة المرحلة الثانوية المدرسة الثانوية نتائج شهادة السودان ، في الرياضيات ، مجلة التعليم العالي ، المجلد. 2 ، أكتوبر 2000.
17. عوض حاج علي أحمد أهمية البحث في التشفير والحساب في الألفية الجديدة وإمكانيات التضامن العربي. في نشرة أبحاث الكمبيوتر Vo. 4 ، رقم 2. جمعية مجالس البحث العربية ، بغداد ، ص 5-14 ، 2000.
18. عوض حاج علي أحمد الإنترنت : مزايا وعيوب ، مجلة الدراسات التربوية ، 2 - 3 ، ص 127 - 132 ، وزارة التربية والتعليم ، السودان ، يناير 2001.
19. عوض حاج علي أحمد، مقدمة في نظم المعلومات والنمذجة الرياضية في التعليم العام ، دراسات التربية ، وزارة التربية والتعليم - السودان ، ص 40-49 ، 20002.
20. عوض حاج علي أحمد وأك حسين ، آلية تقوية خوارزميات التشفير ، مجلة أبحاث الحاسب ، العدد 2 ، مجالس البحوث العربية بغداد ، 2002.
21. عوض حاج علي أحمد وعبد العزيز ، قياسات النظم الموجهة مع التركيز على معايير الوراثة ، في مجلة دراسات الكمبيوتر ، المجلد. 6 ، رقم 1. ص. 18-30 ، مجالس البحوث العربية بغداد ، 2002.
22. أحمد وآخرون ، المحامون في الاستخدام المهني للحواسيب الشخصية في السودان ، في مجلة العدل ، العدد 10 ، السنة الخامسة ، ص 56-79 ، وزارة العدل ، السودان ، ديسمبر 2003.
23. عوض حاج علي أحمد، استخدام تكنولوجيا المعلومات في الجريمة وطرق الحماية ، في مجلة الجريمة والعلوم الاجتماعية ، العدد 9 ، ص. 217-226 ، جامعة الرباط ، السودان ، أبريل 2004.
24. عوض حاج علي أحمد، تقويم ومقارنة شهادات الثانوية الأجنبية للقبول في الجامعات السودانية ، جونيور للدراسات التربوية ، المجلد. السنة العاشرة الخامسة ، وزارة التربية والتعليم ، السودان ، يونيو 2004.
25. عوض حاج علي أحمد، تصميم الامتحانات الإلكترونية. من بنك الأسئلة ، مجلة الدراسات التربوية ، المجلس القومي للمناهج والبحوث التربوية ، العدد 11 ، السنة السادسة ، ص 57-65 ، يناير 2005.
26. عوض حاج علي أحمد، مجتمع المعرفة ودوره في الحكم الرشيد والديمقراطية ، مركز الدراسات الاستراتيجية ، الخرطوم 2008.
27. عوض حاج علي أحمد، محاكاة الإنسان بالحاسوب ووحدة الخالق ، الابن الأصالة ، التعليم العالي ، السودان ، 17 ديسمبر 2008 م.
28. عوض حاج علي أحمد، محاكاة برمجيات المعرفة البشرية ببرمجيات الحاسوب ، مجلة النيلين للفنون ، مارس 2009.
29. عوض حاج علي أحمد، محاكاة فيروسات الكمبيوتر ذات التأثيرات الشيطانية ، مركز الأضواء الساطعة ، مجلة الخرطوم ، أبريل 2009.
30. ………… .. والعديد من الأوراق المنشورة الأخرى.

## الإنجازات الكبرى
1. تأسيس وتعزيز تعليم الحاسوب وتكنولوجيا المعلومات في السودان (التعليم العام والعالي).
2. تأسيس وتعزيز استخدام الكمبيوتر في السودان
3. إنشاء جامعة الشرق من الصفر إلى ثماني كليات في المنطقة الشرقية من السودان.
4. ترقية جامعة النيلين من أربع كليات إلى اثنتي عشرة كلية بأكثر من مائة برنامج بكالوريوس ، و PGD ، وماجستير ، ودبلوم متوسط ، وثلاثة مراكز بحثية وأكثر من مائتي مركز لتنمية الأسرة والمرأة.
5. نشر أكثر من مائة بحث علمي في علوم الحوسبة.
6. الإشراف على العديد من الطلاب السودانيين والأجانب في مجال تخصصات الحاسبات وتقنية المعلومات لدرجة الماجستير. ودرجات الدكتوراة.
7. نشر وتعريب العديد من الكتب المدرسية في علوم الحاسوب وتكنولوجيا المعلومات لمراحل التعليم العام والعالي.
8. استشارات لكل من وزارة التعليم العام ووزارة التعليم العالي في الاعتماد وضمان الجودة.
9. مراقب التعداد السكاني الخامس بالسودان والذي يعتبر أدق تعداد في السودان.
10. المراقب الفني لمسح صحة الأسرة في السودان (SHHS) 2006.
11. المشرف على مركز النيل للأبحاث التكنولوجية الذي حقق إنجازات كبيرة في السودان وحصل على ميداليات دولية وإقليمية.

## الجوائز
1. الوسام الذهبي للعلوم والفنون. وسام التكريم الاعلى بالسودان 2003.

1. جائزة الشهيد الزبير للإبداع والتميز العلمي ، وهي أعلى جائزة علمية في السودان ، 2003.
2. جائزة الشهيد الزبير للإبداع لأفضل برنامج تلفزيوني في توعية المجتمع بتقنية المعلومات 2004.
3. جائزة جامعة الزرقاء لأفضل كتاب في تكنولوجيا المعلومات والاتصالات 2005.
4. جائزة جامعة النيلين للأنشطة البحثية ، 2016.